# Vardaghbyur
Vardaghbyur (in armeno Վարդաղբյուր?) è un comune di 90 abitanti (2001) della provincia di Shirak in Armenia.